# Dietrich Keuning

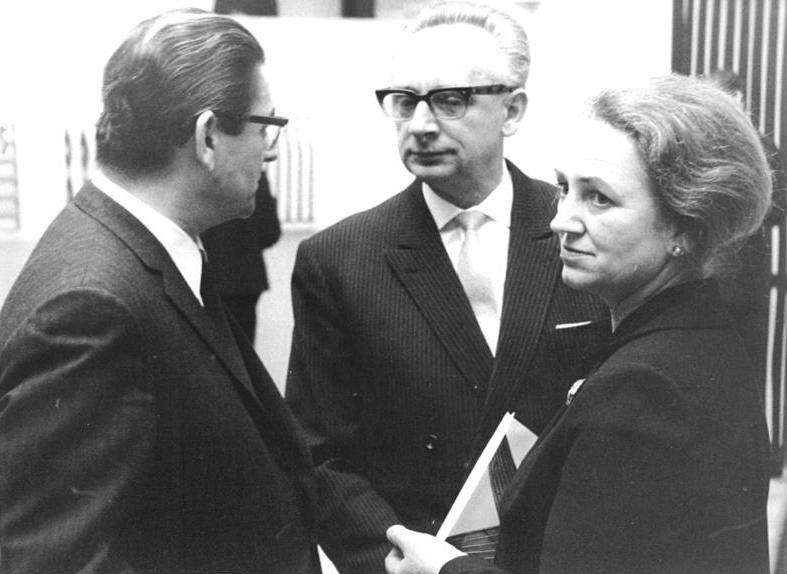
Dietrich Keuning (Mitte) mit Fritz Kühn und dessen Gattin

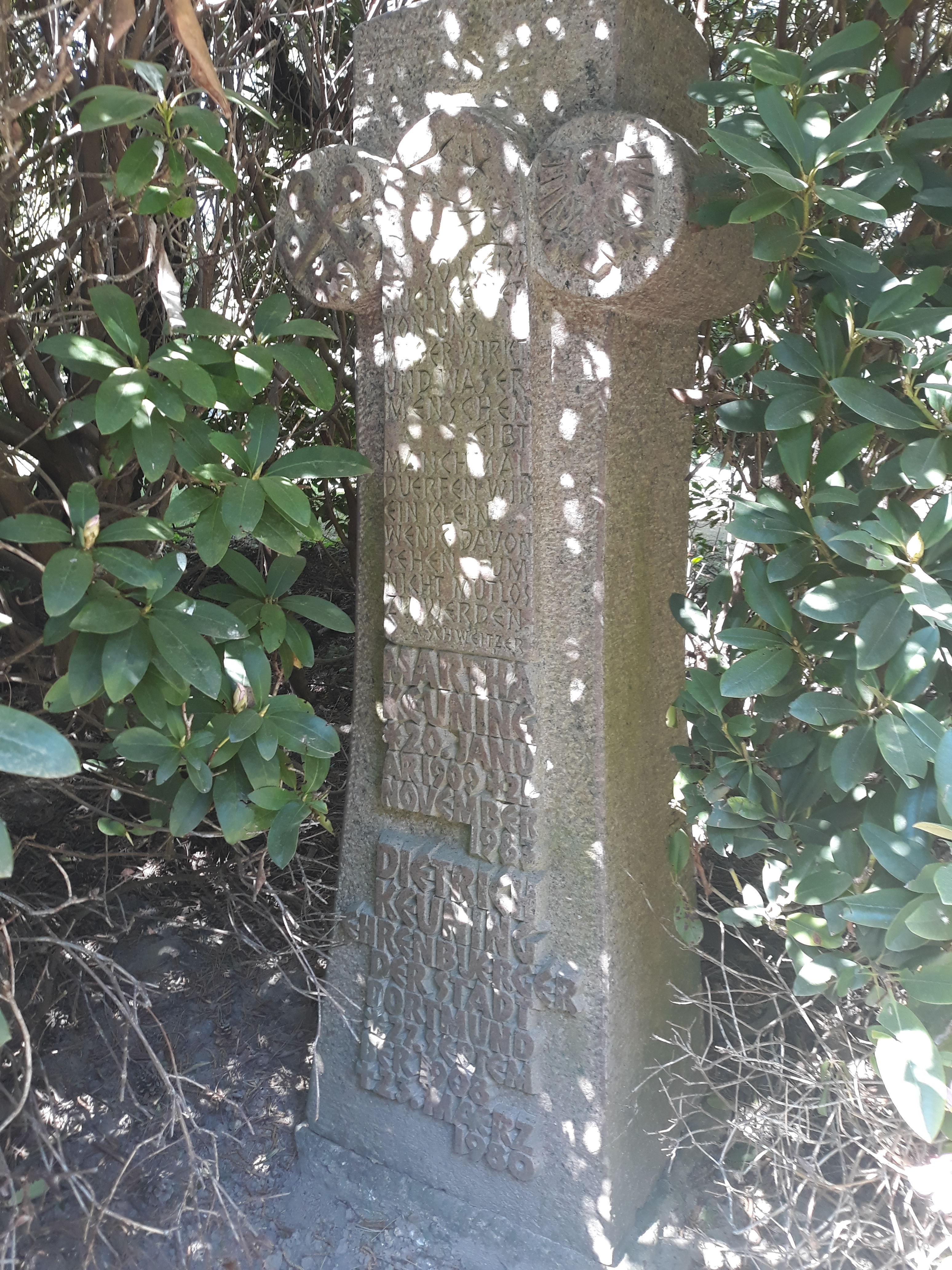
Grab von Dietrich Keuning und seiner Ehefrau Martha auf dem Hauptfriedhof Dortmund

Dietrich Keuning (* 27. September 1908 in Dortmund; † 23. März 1980 ebenda) war ein deutscher Politiker (SPD). Von 1954 bis 1969 war er Oberbürgermeister der Stadt Dortmund.

## Leben und Beruf
Nach dem Abschluss der Volksschule absolvierte Keuning eine Bauschlosserlehre. Er bildete sich in Abendkursen fort und arbeitete anschließend als Vorzeichner für Stahlkonstruktionen. 1930 bis 1932 studierte er im Internat für Volkswirtschaft in Leipzig. Seit 1934 arbeitete er beim Hörder Bergwerks- und Hütten-Verein (Dortmund-Hörder Hüttenunion AG), wo er seit 1946 dem Betriebsrat angehörte. 1947 wurde er Betriebsratsvorsitzender. Außerdem war er von 1961 bis 1974 Vorstandsmitglied der VEW.

## Politik
Keuning war seit 1930 Mitglied der SPD. Dem Deutschen Bundestag gehörte er von 1949 bis 1961 an. Im Parlament vertrat er den Wahlkreis Dortmund II, in dem er stets direkt gewählt wurde.
Außerdem war Keuning von 1953 bis 1969 Ratsmitglied der Stadt Dortmund und  amtierte von 1954 bis 1969 als Oberbürgermeister der Stadt. In dieser Funktion war er unter anderem Vorsitzender des Städtetages Nordrhein-Westfalen und Mitglied im Präsidium des Deutschen Städtetages.

## Ehrungen

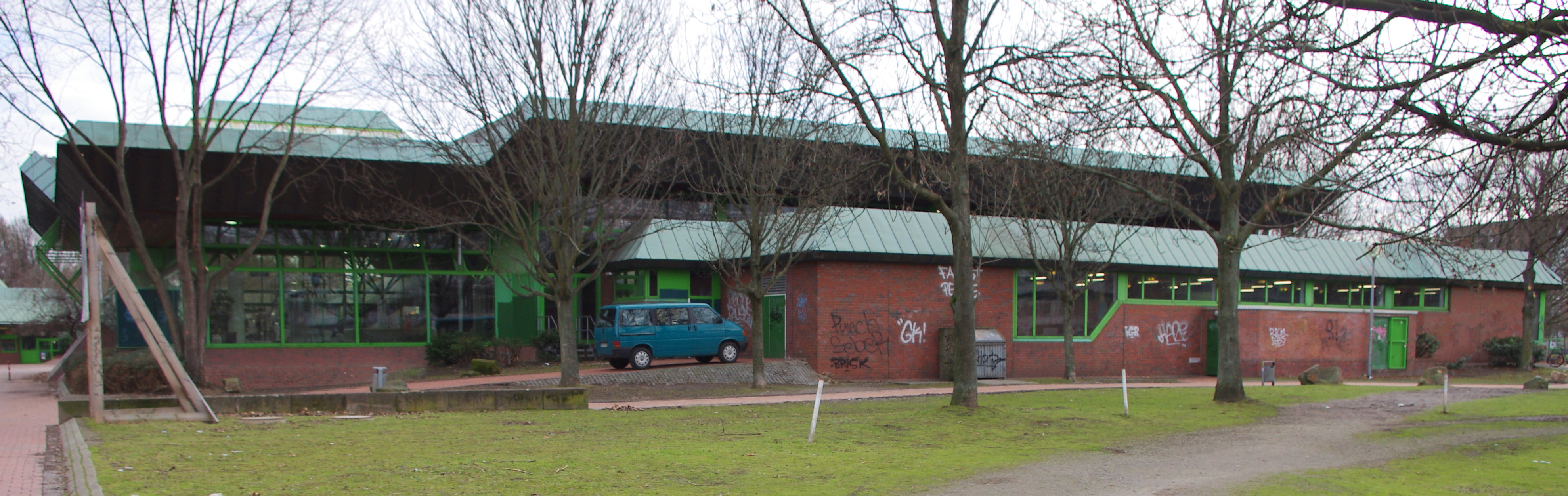
Dietrich Keuning Haus Dortmund

Dietrich Keuning wurde 1973 zum Ehrenbürger der Stadt Dortmund ernannt. Zuvor wurden ihm bereits der Ehrenring (1964) und die Stadtplakette (1969) der Stadt verliehen. 1970 erhielt er das Große Bundesverdienstkreuz. Eineinhalb Jahre vor seinem Tod erhielt Keuning am 27. September 1978 den Ehrentitel eines „Altoberbürgermeisters“ seiner Heimatstadt.
Nach Keuning ist das Freizeitzentrum Dietrich-Keuning-Haus in der Dortmunder Nordstadt benannt.